# アルス・アンティクア
アルス・アンティクア（羅: Ars antiqua）は、13世紀のヨーロッパの音楽様式を指す用語。「古い技法」を意味する。対して14世紀のアルス・ノーヴァは「新しい技法」を意味する。この時代に異なる長さの音を異なる形の音符で示す計量記譜法が確立した。